# 地方政治
地方政治（ちほうせいじ）は、地域社会の紛争や対立の調整を通じて、地域社会の秩序と安定を維持していこうとする活動である。

## 概説
地方公共団体が行う政策や福祉を民主主義で決定するが、その決定過程または決定機能を「地方の政治」と呼んでいる。
地方政治は、有権者の生活にもっとも密着したものであり、また、地域が狭く住民の共同連帯意識が持ちやすいため、有権者のさまざまな要望を反映させやすい。
地方政治の影響が中央政治に波及すれば、地方政治の論点が中央政治の論点になることもある。